# Club Deportivo Ebro
Il Club Deportivo Ebro è una società calcistica spagnola con sede nella città di Saragozza, nella comunità autonoma d'Aragona.
Gioca nella Tercera Federación, la quinta serie del campionato spagnolo.

## Tornei nazionali
- 1ª División: 0 stagioni
- 2ª División: 0 stagioni
- 2ª División B: 5 stagioni
- 3ª División: 19 stagioni

## Palmarès

### Competizioni nazionali
- Tercera División: 1

2014-2015
- Tercera Federación: 1

2024-2025 (gruppo 17)

### Altri piazzamenti
- Tercera División:

Terzo posto: 2012-2013